# رسالة من تحت الماء
رسالة من تحت الماء هي إحدى أغاني الفنان المصري عبد الحليم حافظ، والتي تعتبر واحدة من أشهر وأهم أعماله الفنية. الأغنية من كلمات الشاعر السوري نزار قباني، وتلحين محمد الموجي. وهي لقاءه الأول مع أشعار نزار قباني.
هذه الأغنية تعتبر تجسيداً حياً لعذوبة الصوت وعمق المشاعر في أغاني عبد الحليم، وهي من الأغاني التي تميزت بكلماتها المؤثرة وألحانها الجميلة، غناها لأول مرة في 28 أبريل 1973. يعد نزار قباني من أبرز الشعراء في العالم العربي، كتب نزار كلمات هذه الأغنية بأسلوب شاعري مميز، مليء بالعواطف والمشاعر الجياشة التي تعبر عن الحب والألم في آن واحد. وصف نزار قصيدته بأنها انقلابًا حقيقيًا في الأغنية العربية، فالأغنية كانت تصف العاشق الذي يغرق في بحر الحب، مضيفًا أنه استطاع مع حليم والموجى تغيير الاتجاه السائد في الأغنية العربية تغييرًا جذريًا، حيث أن الأغنية العربية كانت لا تزال تدور في كلمات مُعادة، أما أبجدية الحب التي كانت تعتمد على الرومانسية كانت أشبه بالنحيب، فكل عملية كتابة هي ثورة في حد ذاتها.
حققت «رسالة من تحت الماء» نجاحاً كبيراً منذ صدورها، وأصبحت واحدة من الأغاني الرومانسية التي يحبها الجمهور العربي. تميزت الأغنية بقدرتها على التأثير في المستمعين، وقد أدت هذه الأغنية إلى تعزيز مكانة عبد الحليم حافظ كنجم بارز في سماء الفن العربي.

## أحداث الأغنية

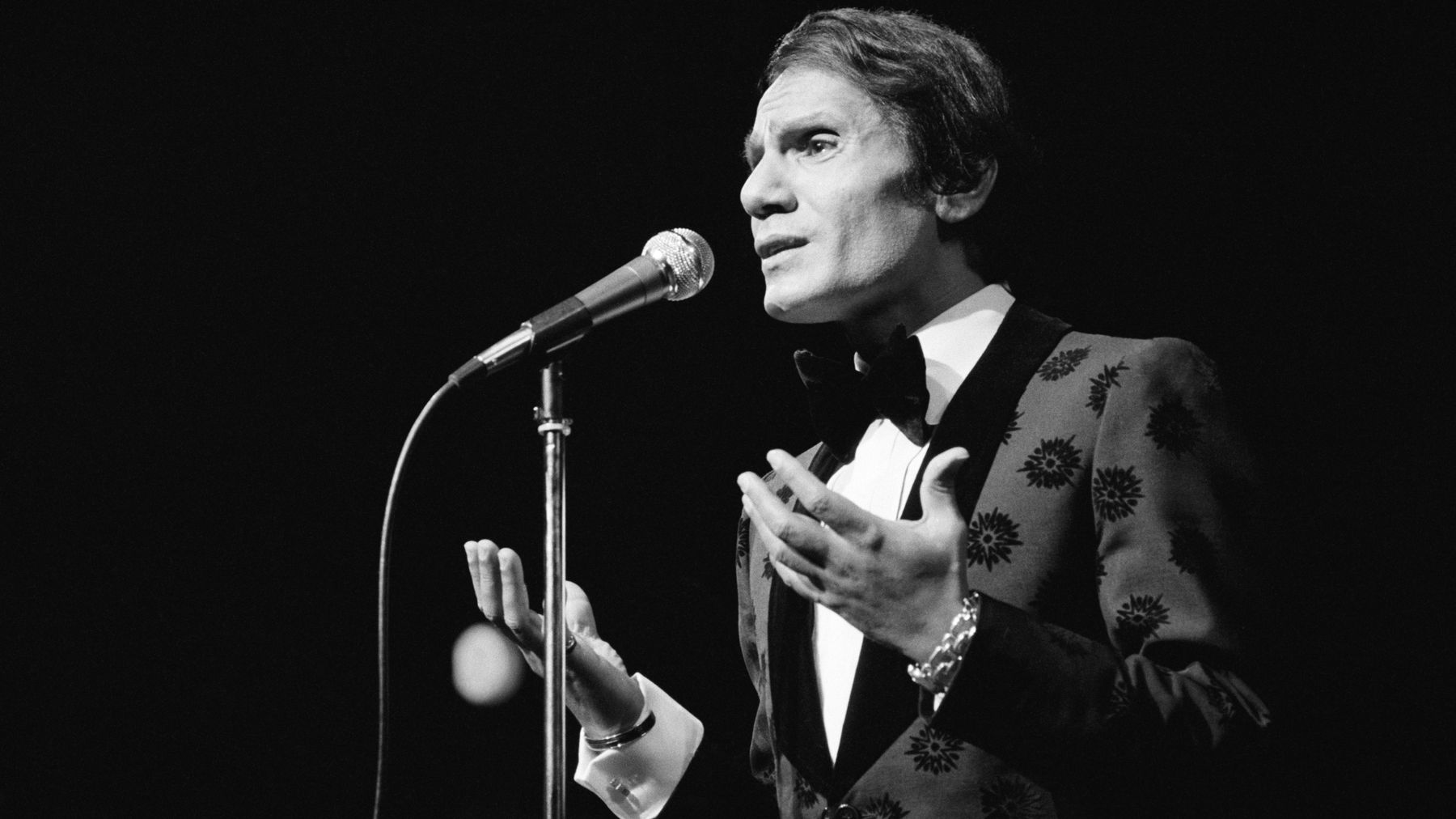
عبد الحليم حافظ يغني فى باريس، 1974.

بدأت قصة الأغنية في لقاء تلفزيوني، حيث قرأ الشاعر نزار قباني القصيدة وكان عبد الحليم موجودًا وسمعها؛ لوجودهما في نفس الأستوديو، كان عبد الحليم يعشق القصائد التي تحمل معاني عميقة ومشاعر صادقة، وقد وجد في كلمات نزار قباني تجسيداً لمشاعره وأحاسيسه الخاصة؛ لذلك قرر تحويل هذه القصيدة إلى أغنية لتصبح واحدة من أغانيه الخالدة. فقال العندليب لنزار: «أريد هذه الأغنية»، ثم سافر عبد الحليم من دمشق إلى القاهرة.
كانت نجاة الصغيرة ترغب في غنائها في البداية، إذ كان عبد الحليم مريضًا، وبعد عام ونصف ذهبت المطربة نجاة إلى بيروت وطلبت من نزار قباني أن تغني القصيدة، لكنه اعتذر لها لأنه مرتبط أدبيًا بعبد الحليم. ذكر نزار قباني في لقاء تلفزيوني أن الأطفال في الإسكندرية بين عمر 7 و10 سنوات كانوا يرددون القصيدة عندما غُنيت.
غنت نجاة من قبل لنزار قباني قصيدة «أيظن» من ألحان الموسيقار محمد عبد الوهاب، كما أنها ليست المرة الأولى التي يتبارى فيها العندليب والقيثارة في غناء قصيدة، فكلاهما غنى قصيدة «لا تكذبي» من كلمات الشاعر كامل الشناوي وألحان عبد الوهاب أيضًا.
كان عبد الحليم حافظ مدرس موسيقى بالتربية والتعليم وكان يستقل القطار بعد انتهاء العمل ويذهب العباسية إلى منزل محمد الموجي ويستمع منه إلى ألحانه. ذات مرة غضب محمد الموجي من عبد الحليم حافظ بسبب تأجيل بعض ألحانه واتجاهه إلى أكثر من ملحن وحينها كتبت عنه الصحافة وزاد غضب محمد الموجي وبعض الملحنين.
أثناء وجود عبد الحليم حافظ في المغرب للمشاركة في الاحتفال السنوي، تقابل عبد الحليم حافظ مع محمد الموجي وعازف الكمان أحمد الحفناوي وأعضاء الفرقة الماسية ومجدي العمروسي ونخبة من الشعراء والكتاب في أحد الفنادق الكبرى، وتقرر في هذه المناسبة عقد الصلح بين محمد الموجي وعبد الحليم حافظ. كان أحمد الحفناوي قد استمع إلى قصيدة رسالة من تحت الماء للشاعر نزار قباني واختارها محمد الموجي ليلحنها وأصر أحمد الحفناوي على حجزها لعبد الحليم حافظ.
تأخر العندليب في غناء القصيدة لمدة عامين بسبب مرضه الذي منعه من الغناء خلال تلك الفترة، كما كان عبد الحليم حافظ يطلب نزار قباني بالتليفون ويسدد آلاف الجنيهات لأجل تغيير بعض الكلمات.
| رسالة من تحت الماء                          | أثناء العمل على هذه القصيدة، حدثت الكثير من المعوقات، وتعبت كثيرًا، والأستاذ الموجي كان قد لحن بداية القصيدة، وراح ليُسمعها لنجاة الصغيرة، وبعض ذلك اضطر نزار قباني لتعديل بعض الأبيات في القصيدة، 'بعض الأبيات'، مثل :«يا من صورت لي الدنيا كقصيدة شعر.. وزرعت جراحك في صدري»، حيث لم تكن موجودة في الديوان، ومثل يا «كل الحاضر والماضي يا عُمر العُمر.. هل تسمع صوتي القادم من أعماق البحر»، وقد قام نزار قبانى بإضافتها. في ناس كتير استغربت إني غنيت هذه القصيدة، وإحساسي بالأغنية أنه إنسان بيحب إنسان لدرجة كبيرة جداً، وهذا الإنسان لا يُبادله هذا الشعور، فبيطلب منه أن يعلمه ما يفعله، الأغنية فيها توسل، عنف، حب، أعتقد هذا المعنى بقصيده الأستاذ نزار قباني. | رسالة من تحت الماء |
| — عبد الحليم في إحدى اللقاءات التليفزيونية. | |                    |

## الحفلة

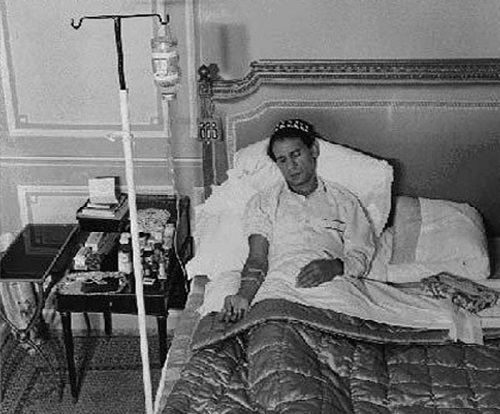
عبد الحليم حافظ في سريره يتلقى العلاج. أُخِذَت الصورة بعد عامين من إصدار الأغنية.

تقرر أن يغني عبد الحليم حافظ قصيدة رسالة من تحت الماء في حفل شم النسيم بقاعة جمال عبد الناصر بجامعة القاهرة يوم 17 إبريل 1973، ولكن في إحدى البروفات استمر عبد الحليم في أداء القصيدة لمدة ساعتين ولذا سقط مغشياً عليه ودخل في غيبوبة تامة؛ مما اضطر لدخول المستشفى وتأجل غناها لفترات بعيدة حتى غناها مرة أخرى عام 1975 في جامعة القاهرة.
قدم مع هذه الأغنية أغنيتين جديدتين في نفس الحفل، وهما «يا مالكاً قلبي»، وهي أيضاً من تلحين الموجي، و«حاول تفتكرني»، وهي من تلحين بليغ حمدي.